# Вентиль (электротехника)
Ве́нтиль в электротехнике — это общее название для устройств, сопротивление которых зависит от направления протекающего через них тока (или полярности приложенного к нему напряжения). Можно представить вентиль как ключ, который замыкается при одной полярности приложенного к нему напряжения и размыкается при другой. У идеального вентиля проводимость при одном направлении тока бесконечна, в другом направлении — равна нулю. В реальности сопротивление приборов, используемых в качестве вентилей, может быть не только конечным, но и может зависеть от величины напряжения на них и проходящего через них тока.
Вентили могут быть управляемыми и неуправляемыми. Управляемый вентиль отличается тем, что открытием/закрытием его управляет не только приложенное к основным выходам напряжение, но и сигнал, подаваемый на дополнительный управляющий вход. Примером неуправляемого вентиля является выпрямительный диод, а управляемого — тиристор.
По принципу действия вентили можно разделить на электронные и ионные (газотроны, игнитроны, электролитические). Электронные в свою очередь бывают вакуумными и полупроводниковыми.